# Daniel Hradecký
Daniel Hradecký (* 21. dubna 1973, Most) je český básník a spisovatel. 

## Život
Absolvoval gymnázium v Litvínově, v letech 1994–2007 pracoval jako archivář Ústavu archeologické památkové péče severozápadních Čech.
V roce 2008 získal třetí místo v Literární ceně Vladimíra Vokolka pro mladé básníky. Za svou básnickou sbírku 64 byl nominován na cenu Magnesia Litera, kterou poté roku 2021 v kategorii próza s knihou Tři kapitoly vyhrál. Časopis A2 zařadil jeho sbírku básní 64 do českého literárního kánonu po roce 1989, tedy do výběru nejdůležitějších českých knih v období třiceti let od sametové revoluce.

## Dílo

### Poezie
- Muž v průlomu, 2004
- V cirkuse Calvaria, 2009
- 64, 2013
- Přibližování dřeva, 2019
- XXX/Jezero, 2020
- Silážní jámy, 2021 (román ve verších)
- Na cvičišti. Bojiště. 2023 (poéma)
- Náměstí práce, 2025 (vyjde)

### Próza
- Trosky jednoho deníku, 2016
- Tři kapitoly: Dumdum – Výlety s otcem – Vikštejn, 2020